# Svetlana Metkina
Svetlana Metkina (Moscou, 7 janvier 1974) est une actrice et productrice russe. 

## Filmographie

### Comme productrice
- 2021 : The Guilty
- 2018 : Vox Lux

### Comme actrice
- 2013 : Evidence
- 2013 : Heatstroke
- 2007 : Trackman
- 2006 : Bobby
- 2006 : Mini's First Time
- 2003 : Barbarian